# Microdillus peeli
El jerbo pigmeo somalí (Microdillus peeli) es una especie de roedor de la familia Muridae y único miembro del género Microdillus. Sólo se encuentra en Somalia en estado salvaje, de ahí su nombre. Sin embargo, se cree que es posible que existan ejemplares viviendo en Etiopía y Kenia. Su hábitat natural son los bosques de arbustos y matojos de las llanuras tropicales y subtropicales.